# Могучев, Максим Алексеевич
Максим Алексеевич Могучев (19 сентября 2003) — российский тяжелоатлет. Трёхкратный призёр чемпионатов России 2023, 2024 и 2025 годов. Мастер спорта России международного класса (2021).

## Биография
Родился 19 сентября 2003 года в Брянске. Воспитанник Брянской спортивной школы «Сталь». Проходил обучение в Брянском государственном училище олимпийского резерва.
В марте 2020 года присвоено звание «Мастер спорта России». В августе 2021 года присвоено звание «Мастер спорта России международного класса».
В 2023 году на чемпионате России по тяжёлой атлетике, который состоялся в Новом Уренгое, в категории до 96 кг завоевал бронзовую медаль с результатом 361 кг по сумме двух упражнений.
На чемпионате России по тяжёлой атлетике 2024 года, который состоялся в Новосибирске, Могучев стал бронзовым призёром чемпионата России в весовой категории до 102 кг. Общий вес на штанге по сумме двух упражнений — 376 килограммов.
В августе 2025 года на чемпионате России в Санкт-Петербурге в весовой категории до 102 кг занял второе место с результатом 362 кг по сумме двоеборья. В отдельных упражнениях стал обладателем малых серебряных медалей. 

## Основные результаты
| Год  | Соревнования     | Место проведения | Весовая категория | Рывок, кг | Толчок, кг | Сумма, кг | Место |
| ---- | ---------------- | ---------------- | ----------------- | --------- | ---------- | --------- | ----- |
| 2023 | Чемпионат России | Новый Уренгой    | до 96 кг          | 164       | 197        | 361       | 3     |
| 2024 | Чемпионат России | Новосибирск      | до 102 кг         | 170       | 206        | 376       | 3     |
| 2025 | Чемпионат России | Санкт-Петербург  | до 102 кг         | 166       | 196        | 362       | 2     |